# Anisoura
Anisoura is een geslacht van rechtvleugeligen uit de familie Anostostomatidae. De wetenschappelijke naam van dit geslacht is voor het eerst geldig gepubliceerd in 1932 door Ander.

## Soorten
Het geslacht Anisoura  is monotypisch en omvat slechts de volgende soort:
- Anisoura nicobarica (Ander, 1932)